# Agromyza oliverensis
Agromyza oliverensis är en tvåvingeart som beskrevs av Spencer 1969. Agromyza oliverensis ingår i släktet Agromyza och familjen minerarflugor.
Artens utbredningsområde är British Columbia. Inga underarter finns listade i Catalogue of Life.